# Uncinia leptostachya
Uncinia leptostachya là loài thực vật có hoa trong họ Cói. Loài này được Raoul miêu tả khoa học đầu tiên năm 1844.